# RCTI+
RCTI+ – indonezyjska platforma rozrywkowa umożliwiająca korzystanie z mediów strumieniowych. Serwis został uruchomiony w 2019 roku, a jego właścicielem jest przedsiębiorstwo Media Nusantara Citra.
Usługa oferuje dostęp do szeregu darmowych kanałów telewizyjnych oraz biblioteki treści MNCN. W 2020 roku platforma została zintegrowana z serwisem internetowym MeTube.
Według danych z 2019 roku platforma ma ponad 1 mln aktywnych użytkowników miesięcznie, a w październiku 2021 r. serwis rctiplus.com był 19. stroną WWW w kraju pod względem popularności (według danych Alexa Internet).